# Николай Узунов
 За другия актьор със същото име вижте Никола Узунов.  
Николай Димов Узунов (1945-2019) е български актьор.

## Биография
Роден е в град Чирпан на 30 октомври 1945 г. През 1968 г. завършва актьорско майсторство в класа на професор Желчо Мандаджиев във ВИТИЗ „Кръстьо Сарафов“. Работи в Драматичен театър „Сава Огнянов“ в Русе (1968 – 1970) и Народен театър за младежта (1970 – 1990).
Снимал се е в над 32 филма, в шест от които - в главни роли. Има три награди на кинофестифала във Варна, десетки отличия в радиото, за естрадно изкуство, участие в над 40 телевизионни театъра. Изпълнил е над сто роли в радиотеатъра, 25 роли в Българския есперантски театър, с представяне на национални и световни фестивали. Удостоен е с награда на ОИРТ за главна мъжка роля. Узунов е един от учредителите и организаторите на асамблея „Знаме на мира“. Сред десетките му отличия е и наградата на САБ за естрадно изкуство през 1987 г. През деветдесетте години на ХХ век Узунов и актрисата Вера Среброва откриват Първото частно кино в България. Участва в редица пиеси на радиотеатъра на Българското радио. 
Член на САБ (1968).
Умира на 9 януари 2019 г.

## Награди и отличия
- Награда „за мъжка роля“ за ролята на (Валери) от пиесата „Двамата другари“ на II национален преглед на младежката пиеса в Русе.

## Театрални роли
- „Амазонката“ (Богомил Райнов) – Владо
- „Професия за ангели“ (Драгомир Асенов) – Ангел
- „Хубавата Мария“ (Дончо Цончев) – Бебо

## Телевизионен театър
- „Представянето на комедията „Г-н Мортагон“ от Иван Вазов и Константин Величков в пловдивския театър „Люксембург“ в 1883 г.“ (1988) (Пелин Пелинов), 2 части – Кирко Лилов
- „Незабравими дни“ (1985) (Лозан Стрелков), 2 части
- „Един миг от пропастта“ (1979) (Николай Мирошниченко) – Виктор
- „Страстната неделя“ (1979) (Павел Павлов)
- „Ако...“ (1979) (Самуил Альошин)
- „Страстната неделя“ (1978) (от Павел Павлов, реж. Павел Павлов)
- „Българи от старо време“ (1973) (Любен Каравелов) - Павлин, синът на Либен
- „Скъперникът“ (1972) (Молиер)
- „Но преди да станем големи“ (1972) (Владимир Голев)
- „Свирач на флейта“ (1970) (Йордан Йовков)
- „Сред героите на Йовков“ (1970) (Йордан Йовков)

## Филмография
| Година     | Филми и сериали                             | Серии | Копродукции                                          | Роля                                                                           |
| ---------- | ------------------------------------------- | ----- | ---------------------------------------------------- | ------------------------------------------------------------------------------ |
| 1986       | Дом за нашите деца (тв сериал)              | 5     |                                                      | Виктор, зет на болния бай Иван (в 1 серия)                                     |
| 1983       | Човек не съм убивал                         |       |                                                      |                                                                                |
| 1983       | Златната река                               |       |                                                      |                                                                                |
| 1981       | Морава звезда кървава                       |       |                                                      |                                                                                |
| 1980       | Приключенията на Авакум Захов (тв сериал)   | 6     |                                                      | (в 2 серии: I, II)                                                             |
| 1980       | Спилитим и Рашо                             | 20    |                                                      | момъкът (в VII серия)/(в XVIII серия)                                          |
| 1979       | Кратко слънце                               |       |                                                      |                                                                                |
| 1977       | 100 тона щастие                             |       |                                                      | Любен Опаков                                                                   |
| 1977       | Задача с много неизвестни                   |       |                                                      | пиколото                                                                       |
| 1976-1980  | Записки по българските въстания (тв сериал) | 13    |                                                      | Петър Павурджиев, учителят от Клисура и син на ханджията(в 3 серии: VI, IX, X) |
| 1976       | Войници на свободата („Солдаты свободы“)    | 4     | СССР/България/Унгария/ГДР/Полша/Румъния/Чехословакия | Цвятко (в 1 серия: I)                                                          |
| 1976       | Апостолите                                  | 2     |                                                      | учителят Петър Павурджиев, синът на ханджията                                  |
| 1976       | Ние, геолозите                              |       |                                                      |                                                                                |
| 1975       | Чичовци                                     | 2     |                                                      | даскал Карагьозоолу                                                            |
| 1975       | Чичовци (тв сериал)                         | 4     |                                                      | даскал Карагьозоолу                                                            |
| 1974       | Магистрала                                  |       |                                                      |                                                                                |
| 1974       | Селкор                                      |       |                                                      |                                                                                |
| 1974       | Зарево над Драва                            | 2     |                                                      | Стамен, редник                                                                 |
| 1974       | Иван Кондарев                               | 2     |                                                      | офицер на вратата на казармата                                                 |
| 1973       | Дъщерите на началника                       | 2     |                                                      |                                                                                |
| 1973       | Най-добрият човек, когото познавам!         |       |                                                      | момчето                                                                        |
| 1973       | Късметът                                    |       |                                                      | Стефчо, бивш обущар                                                            |
| 1972       | Автостоп                                    |       |                                                      | момчето                                                                        |
| 1971       | Герловска история                           |       |                                                      | русолявият войник                                                              |
| 1971       | Откраднатият влак („Украденный поезд“)      |       | СССР/България                                        | Цвятко, помощник-машинистът                                                    |
| 1970       | Князът                                      |       |                                                      | Иван, ратая на Светослав                                                       |
| 1969       | Галилео Галилей („Galileo“)                 |       | Италия/България                                      | Кардинал Чентино                                                               |
| 1969       | Иконостасът                                 |       |                                                      | Лазар (Лазе) Глаушев                                                           |
| 1969, 1971 | На всеки километър (тв сериал)              | 26    |                                                      | Кирчо, милиционера (в XVI серия)                                               |
| 1969       | Село край завод                             |       |                                                      | Ичката, електротехник                                                          |
| 1969       | Тръгни на път                               |       |                                                      | зоотехникът Георги Маринчев                                                    |
| 1968       | Един снимачен ден (тв)                      |       |                                                      | момчето                                                                        |
| 1968       | Шведските крале                             |       |                                                      | Милан                                                                          |
| 1967       | Отклонение                                  |       |                                                      | археологът Янчо                                                                |
| ?          | Нощни прозорци                              |       |                                                      | работникът                                                                     |